# Annuaire des khans bulgares
 (mars 2020).
Si vous disposez d'ouvrages ou d'articles de référence ou si vous connaissez des sites web de qualité traitant du thème abordé ici, merci de compléter l'article en donnant les références utiles à sa vérifiabilité et en les liant à la section « Notes et références ».

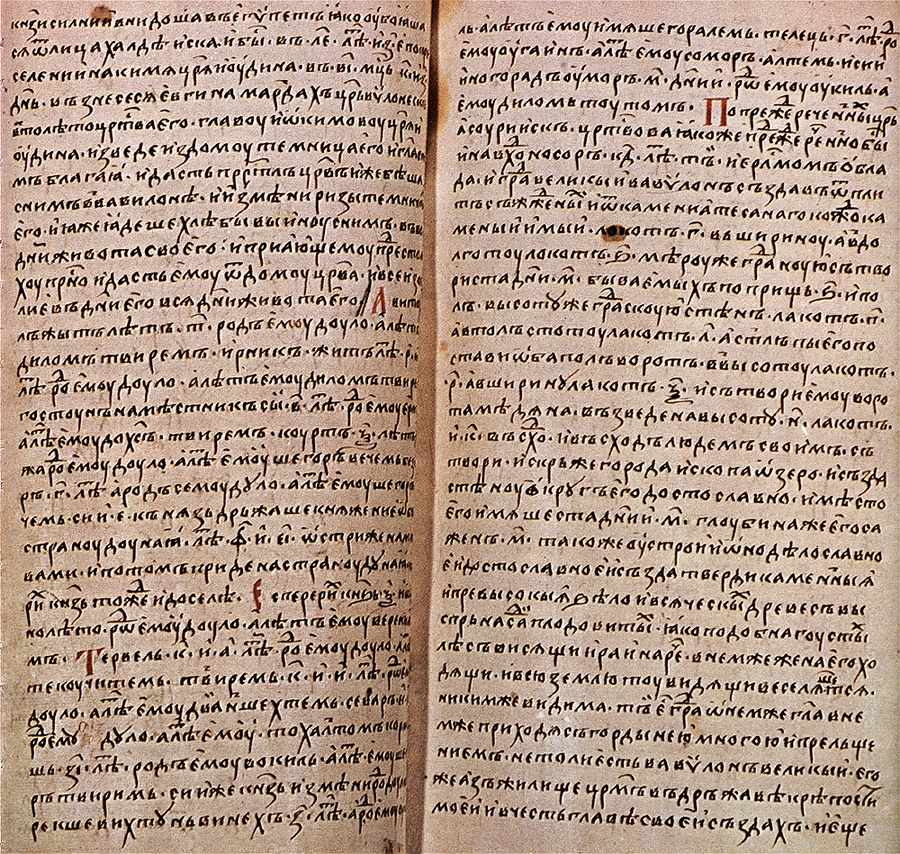
Le manuscrit de Moscou, conservé au musée historique d'État de Moscou.

L'Annuaire des khans bulgares est une courte chronique médiévale, conservée dans les traductions tardives des XVe et XVIe siècles de l'édition russe de l'ancienne langue bulgare, contenant les noms et les lignées des dirigeants proto-bulgares.
Il a été découvert en 1861 par le scientifique russe Alexandre (ou Andreï) Nikolaïevitch Popov (ru) (1841-1881) dans l'étude des chroniques russes et a été publié en 1866.